# Porphyrio albus
Porphyrio albus é uma espécie extinta de ave da família Rallidae, endêmica da ilha de Lord Howe, localizada no Mar da Tasmânia, a cerca de 600 km da costa da Austrália.

## Taxonomia
A ilha de Lord Howe é uma ilha pequena e remota a cerca de 600 quilômetros a leste da Austrália. Os navios chegaram pela primeira vez à ilha em 1788, incluindo dois que abasteciam a colônia penal na ilha Norfolk e três navios de transporte da First Fleet Britânica. Quando o HMS Supply passou pela ilha, o comandante do navio a batizou em homenagem ao Primeiro Lorde do Almirantado Richard Howe. Tripulações dos navios visitantes capturaram aves nativas (incluindo caimões brancos), e todas as descrições e representações contemporâneas da espécie foram feitas entre 1788 e 1790. A ave foi mencionada pela primeira vez pelo mestre da HMS Supply, David Blackburn, em uma carta de 1788 para um amigo. Outros relatos e ilustrações foram produzidos por Arthur Bowes Smyth, o oficial naval da frota e cirurgião que desenhou a primeira ilustração conhecida da espécie; Arthur Phillip, governador de Nova Gales do Sul; e George Raper, guarda-marinha do HMS Sirius. Também existem relatos de segunda mão e são conhecidas pelo menos dez ilustrações contemporâneas. Os relatos indicam que a população variava e a plumagem de cada ave era branca, azul ou misturada com azul e branco.

## Extinção

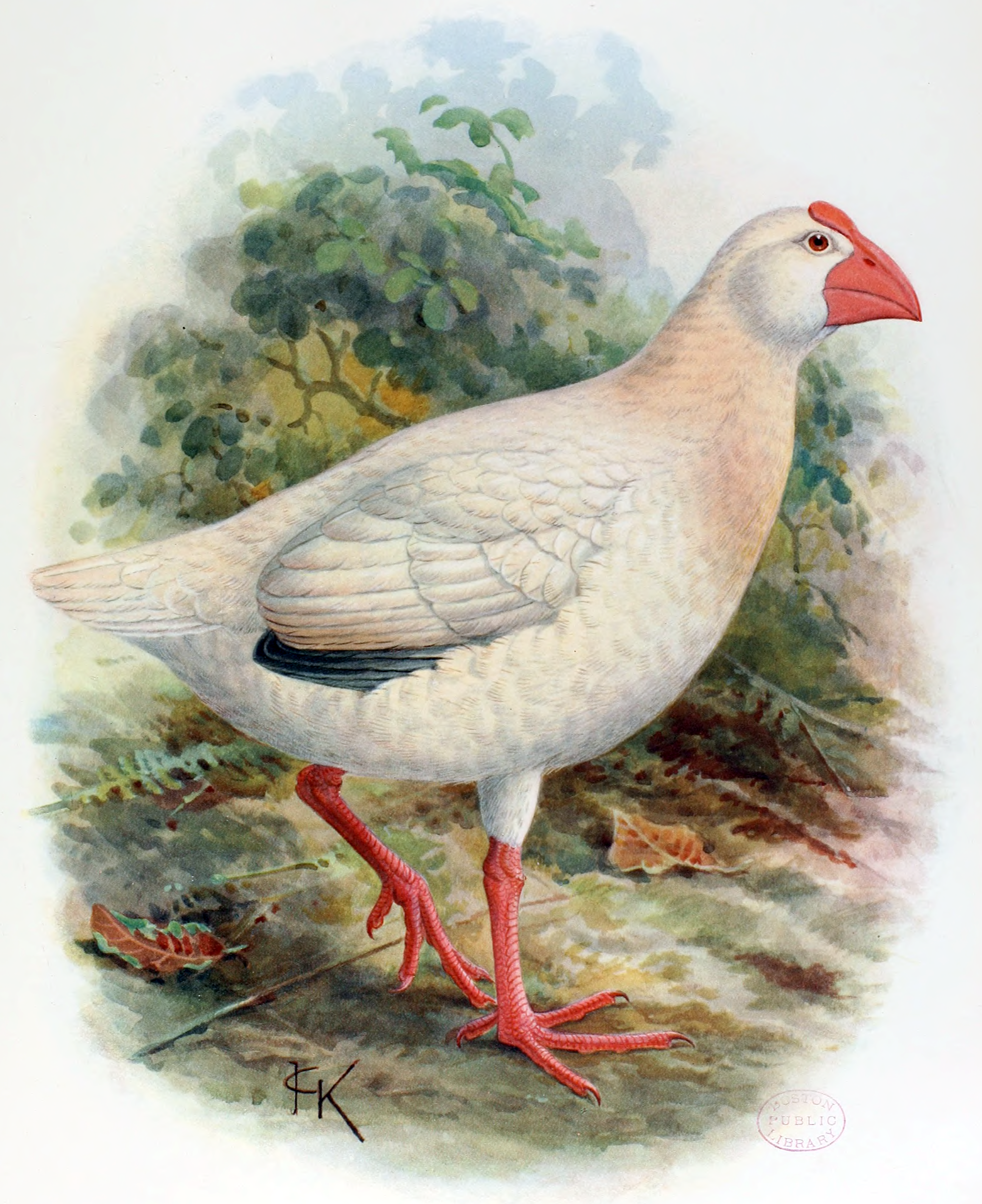
Ilustração que mostra o espécime de Viena como semelhante a um takahe (com penas primárias imprecisamente escuras) por Keulemans, 1907.

Embora a espécie fosse considerada comum durante o final do século XVIII, parece ter desaparecido rapidamente; o período desde a descoberta da ilha até a última menção de aves vivas é de apenas dois anos (de 1788 a 1790). Provavelmente desapareceu em 1834, quando a ilha de Lord Howe foi colonizada pela primeira vez, ou durante a década seguinte. Baleeiros e caçadores de focas usaram a ilha como fonte de suprimentos e podem ter caçado a ave até a extinção. A destruição do habitat provavelmente não desempenhou um papel relevante, e animais predadores (como ratos e gatos) chegaram mais tarde. Vários relatos contemporâneos enfatizam a facilidade com que as aves da ilha eram caçadas e a grande quantidade dela que poderia ser levada para abastecer os navios. Em 1789, White descreveu como o Porphyrio albus poderia ser capturado: